# Bohacivka, Zvenîhorodka
Bohacivka (în ucraineană Богачівка) este localitatea de reședință a comunei Bohacivka din raionul Zvenîhorodka, regiunea Cerkasî, Ucraina.

## Demografie
Componența lingvistică a localității Bohacivka
     Ucraineană (98,12%)
     Rusă (1,88%)
Conform recensământului din 2001, majoritatea populației localității Bohacivka era vorbitoare de ucraineană (98,12%), existând în minoritate și vorbitori de rusă (1,88%).